# 233472 Moorcroft
233472 Moorcroft este un asteroid din centura principală de asteroizi.

## Descriere
233472 Moorcroft este un asteroid din centura principală de asteroizi. A fost descoperit pe 25 mai 2006 la Mauna Kea de Paul Wiegert. Asteroidul prezintă o orbită caracterizată de o semiaxă mare de 2,97 ua, o excentricitate de 0,06 și o înclinație de 1,7° în raport cu ecliptica.